# チョン・コム
チョン・コム(ベトナム語：trống cơm / 𪔠粓)は、ベトナムの太鼓の一つである。直訳すると「米太鼓」であり、形はボンゴに似ている。ハット・ボイやハット・チェオの中で用いられる。
チョン・コムは、長い円筒状の両面太鼓である。横向きにして、両手またはバチによって打たれる。また、腹部あたりに来るように肩から吊紐で吊って、歩きながら演奏することもできる。
調律のために炊いた米を塗ることからこの名がある。二つの面が完全五度になるように調律される。